# Jorge Almirón
Pour les articles homonymes, voir Almirón.
 (décembre 2017).
Si vous disposez d'ouvrages ou d'articles de référence ou si vous connaissez des sites web de qualité traitant du thème abordé ici, merci de compléter l'article en donnant les références utiles à sa vérifiabilité et en les liant à la section « Notes et références ».
Jorge Francisco Almirón, né le 19 juin 1971 à San Miguel (province de Buenos Aires, Argentine), est un footballeur argentin qui jouait comme milieu de terrain, reconverti en entraîneur.

## Biographie

### Joueur
Jorge Almirón commence sa carrière professionnelle en 1991 avec le Club Atlético San Miguel.
En 1994, il rejoint les Santiago Wanderers au Chili.
En 1996, il revient en Argentine pour jouer avec le Club Deportivo Español.
En 1997, il part pour le championnat mexicain où il jouera pendant douze saisons, d'abord avec l'Atlas Guadalajara jusqu'en 2000.
En 2000, il rejoint Monarcas Morelia jusqu'en 2004, puis Querétaro FC jusqu'en 2006.
En 2006, il est recruté par le CF Atlante où il ne reste qu'une saison, avant de rejoint le Club León.
En 2008, il signe aves les Dorados de Sinaloa. Il met un terme à sa carrière de joueur en 2009.

### Entraîneur
Jorge Almirón commence sa carrière d'entraîneur avec les Dorados de Sinaloa lors de la saison 2008-2009.
Il entraîne ensuite Defensa y Justicia en Argentine (2009), Veracruz (2010), Correcaminos (2010-2011), Defensa y Justicia (2012-2013), Tijuana (2013-2014), Godoy Cruz (2014), Independiente (2014-2015), Lanús (2015-2017) et Atlético Nacional (jan.2018-août 2018).
Avec Lanús, il remporte trois trophées et atteint la finale de la Copa Libertadores en 2017. 
Des ennuis bureaucratiques l'empêchent de signer avec l'UD Las Palmas en décembre 2017.

## Palmarès

### Entraîneur
Avec le Club Atlético Lanús :
- Champion d'Argentine en 2016
- Vainqueur de la Copa Bicentenario en 2016
- Vainqueur de la Supercoupe d'Argentine en 2016
- Finaliste de la Copa Libertadores en 2017